# Paesaggio di agave e antiche strutture industriali di Tequila
Il paesaggio di agave e antiche strutture industriali di Tequila si trova in Messico, ed è un patrimonio dell'umanità dell'UNESCO dal 2006.
Il terreno di 34.658 ettari tra il vulcano Tequila e la valle del Rio Grande contiene un'estesa piantagione di agave azzurra dal XVI secolo. Il territorio ospita anche installazioni industriali che riflettono lo sviluppo del consumo e della produzione di tequila nel XIX e XX secolo. Attualmente la coltivazione dell'agave fa parte dell'identità nazionale.
L'area protetta dall'UNESCO comprende piantagioni di agave e le città di Tequila, Magdalena, El Arenal e Amatitán con grandi fabbriche in cui i frutti delle piante vengono fatti fermentare e vengono distillati. Il territorio è anche una certificazione della cultura di Teuchitlan che ha coltivato l'area dal 200 al 900, attraverso la creazione di terrazzamenti, case, templi, colline e campi per giochi con la palla.